# Les Tours de Laon
Les Tours de Laon est le nom d'un tableau peint par Robert Delaunay en 1912.

## Caractéristiques
Cette huile sur toile cubiste représente la ville de Laon dominée par sa cathédrale. Elle est conservée au musée national d'Art moderne, à Paris.